# Herb gminy Boronów
Herb gminy Boronów – symbol gminy Boronów, ustanowiony 12 lutego 2003.

## Wygląd i symbolika
Herb przedstawia na tarczy w polu błękitnym złoty kościół, nawiązujący do kościoła Najświętszej Maryi Panny Królowej Różańca w Boronowie, a pod nim złotą bronę, pochodzącą z herbu wsi Boronów i symbolizującą pochodzenie nazwy gminy. 